# Course de chevaux
Ne doit pas être confondu avec le sport hippique.

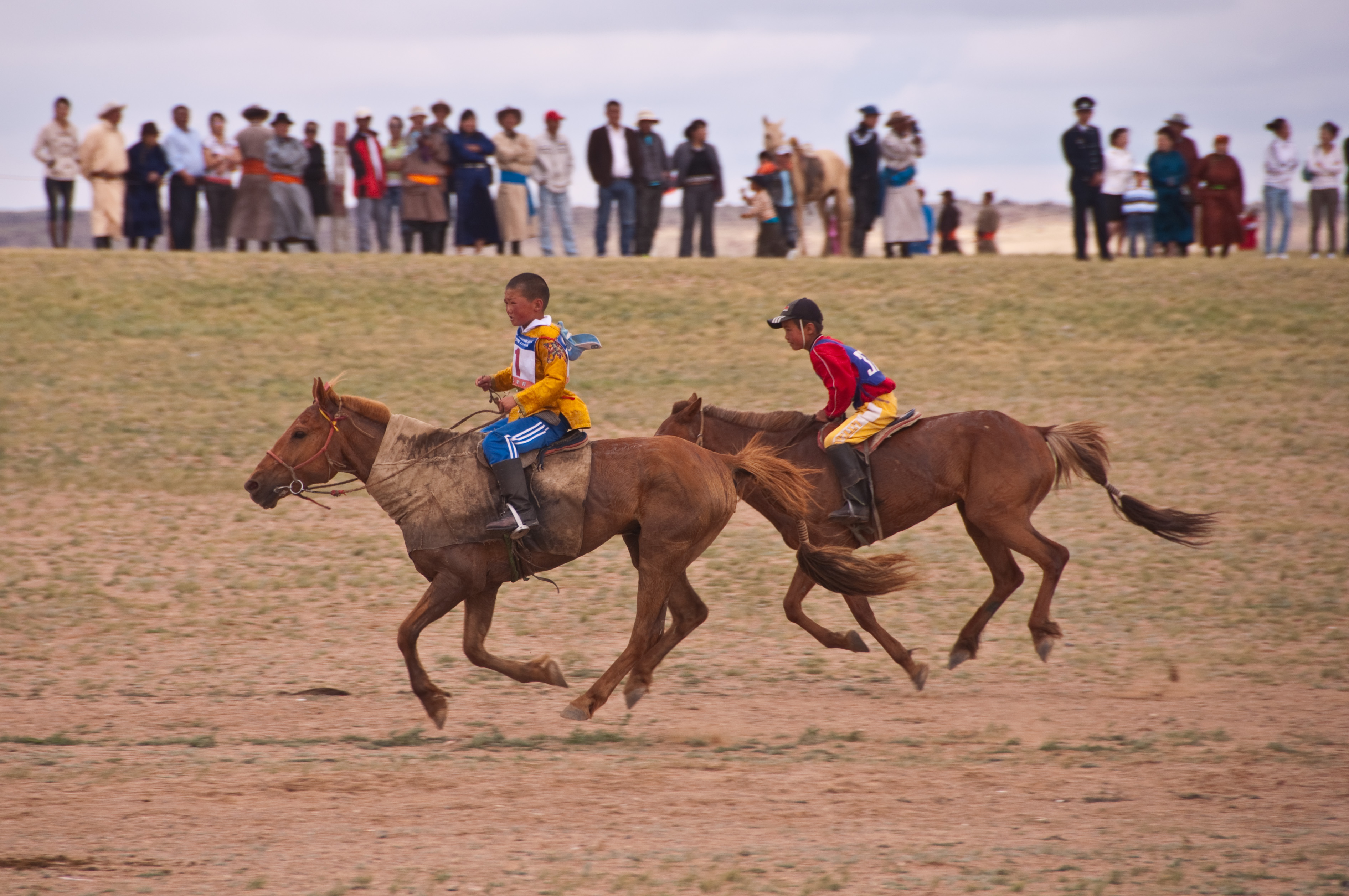
Deux jeunes cavaliers lors d'une course de chevaux du Naadam 2010, à Mandalgovĭ, en Mongolie.

Une course de chevaux est une course impliquant plusieurs cavaliers montés sur des chevaux, ou plusieurs conducteurs d'attelages de chevaux. Que ce soit comme sport, comme divertissement ou comme jeu, la course de chevaux existe dans de multiples pays et depuis des époques très reculées. Sa codification sous l'influence des Anglais donne naissance au sport hippique, au XIXe siècle, qui est une forme particulière et organisée de courses de chevaux. 
Il existe de nombreuses formes de courses de chevaux, depuis celles qui ont lieu en Mongolie lors du Naadam, jusqu'au palio de Sienne. La course de chevaux a inspiré des jeux populaires, comme le jeu des petits chevaux et le jeu mongol de la course de chevaux, à base d'osselets, en Mongolie.

## Histoire
Les courses de chevaux existent probablement depuis les débuts de l'usage du cheval par l'être humain, et sont particulièrement réputées dès la plus haute antiquité. L'antiquité greco-romaine est ainsi marquée par l'organisation de nombreuses courses de char. La règlementation en est pointilleuse, notamment via des créations de catégories visant à n'opposer que des chevaux de valeur comparable. 
C'est cependant en Angleterre, à partir du XIe siècle, que se développe le sport hippique moderne.

## En Mongolie
Une course de chevaux est organisée dans le cadre du Naadam.